# Gran Premio di superbike di Silverstone 2007
Il Gran Premio di superbike di Silverstone 2007 è stato la settima prova su tredici del campionato mondiale Superbike 2007, disputato il 27 maggio sul circuito di Silverstone, in gara 1 ha visto la vittoria di Troy Bayliss davanti a Noriyuki Haga e Troy Corser, la gara 2 è stata annullata a causa delle avverse condizioni meteorologiche.
La vittoria nella gara valevole per il campionato mondiale Supersport 2007 è stata ottenuta da Anthony West, mentre la gara della Superstock 1000 FIM Cup viene vinta da Brendan Roberts. Così come accaduto per la seconda gara del mondiale Superbike, anche quella del campionato Europeo della classe Superstock 600 viene annullata per maltempo.

## Risultati

### Gara 1

#### Arrivati al traguardo[5]
| Pos. | Nº  | Pilota             | Squadra                     | Motocicletta        | Giri | Tempo     | Griglia | Punti |
| ---- | --- | ------------------ | --------------------------- | ------------------- | ---- | --------- | ------- | ----- |
| 1º   | 21  | Troy Bayliss       | Ducati Xerox                | Ducati 999 F07      | 28   | 46:02.875 | 1º      | 25    |
| 2º   | 41  | Noriyuki Haga      | Yamaha Motor Italia         | Yamaha YZF-R1       | 28   | +0:02.035 | 2º      | 20    |
| 3º   | 11  | Troy Corser        | Yamaha Motor Italia         | Yamaha YZF-R1       | 28   | +0:04.568 | 5º      | 16    |
| 4º   | 44  | Roberto Rolfo      | Hannspree Ten Kate Honda    | Honda CBR1000RR     | 28   | +0:50.039 | 13º     | 13    |
| 5º   | 55  | Régis Laconi       | Kawasaki PSG-1 Corse        | Kawasaki ZX-10R     | 28   | +1:09.634 | 14º     | 11    |
| 6º   | 3   | Max Biaggi         | Alstare Suzuki Corona Extra | Suzuki GSX-R1000 K7 | 28   | +1:20.982 | 8º      | 10    |
| 7º   | 57  | Lorenzo Lanzi      | Ducati Xerox                | Ducati 999 F07      | 28   | +1:33.061 | 4º      | 9     |
| 8º   | 52  | James Toseland     | Hannspree Ten Kate Honda    | Honda CBR1000RR     | 27   | +1 giro   | 3º      | 8     |
| 9º   | 111 | Rubén Xaus         | Team Sterilgarda            | Ducati 999 F06      | 27   | +1 giro   | 6º      | 7     |
| 10º  | 76  | Max Neukirchner    | Suzuki Germany              | Suzuki GSX-R1000 K6 | 27   | +1 giro   | 16º     | 6     |
| 11º  | 13  | Vittorio Iannuzzo  | Kawasaki PSG-1 Corse        | Kawasaki ZX-10R     | 27   | +1 giro   | 17º     | 5     |
| 12º  | 22  | Luca Morelli       | D.F.X. Corse                | Honda CBR1000RR     | 27   | +1 giro   | 20º     | 4     |
| 13º  | 38  | Shin'ichi Nakatomi | Yamaha YZF                  | Yamaha YZF-R1       | 26   | +2 giri   | 18º     | 3     |

#### Ritirati
| Nº | Pilota            | Squadra                     | Motocicletta        | Giri | Griglia |
| -- | ----------------- | --------------------------- | ------------------- | ---- | ------- |
| 10 | Fonsi Nieto       | Kawasaki PSG-1 Corse        | Kawasaki ZX-10R     | 21   | 11º     |
| 71 | Yukio Kagayama    | Alstare Suzuki Corona Extra | Suzuki GSX-R1000 K7 | 20   | 7º      |
| 96 | Jakub Smrž        | Caracchi Ducati SC          | Ducati 999 F05      | 17   | 12º     |
| 25 | Joshua Brookes    | Alto Evolution Honda        | Honda CBR1000RR     | 13   | 10º     |
| 53 | Alessandro Polita | Celani Team Suzuki Italia   | Suzuki GSX-R1000 K6 | 12   | 19º     |
| 42 | Dean Ellison      | Team Pedercini              | Ducati 999RS        | 6    | 21º     |
| 31 | Karl Muggeridge   | Alto Evolution Honda        | Honda CBR1000RR     | 1    | 9º      |
| 84 | Michel Fabrizio   | D.F.X. Corse                | Honda CBR1000RR     | 0    | 15º     |

### Supersport

#### Arrivati al traguardo[3]
| Pos. | Nº  | Pilota             | Squadra                      | Motocicletta    | Giri | Tempo     | Griglia | Punti |
| ---- | --- | ------------------ | ---------------------------- | --------------- | ---- | --------- | ------- | ----- |
| 1º   | 14  | Anthony West       | Yamaha World SSP Racing      | Yamaha YZF-R6   | 22   | 39'16.245 | 16º     | 25    |
| 2º   | 127 | Robbin Harms       | Stiggy Motorsport Honda      | Honda CBR600RR  | 22   | + 33.477  | 9º      | 20    |
| 3º   | 21  | Katsuaki Fujiwara  | Althea Honda                 | Honda CBR600RR  | 22   | + 48.057  | 7º      | 16    |
| 4º   | 9   | Fabien Foret       | Gil Motor Sport              | Kawasaki ZX-6R  | 22   | + 51.777  | 5º      | 13    |
| 5º   | 45  | Gianluca Vizziello | RG Team                      | Yamaha YZF-R6   | 22   | + 54.295  | 20º     | 11    |
| 6º   | 81  | Matthieu Lagrive   | Intermoto Czech              | Honda CBR600RR  | 22   | +1'01.579 | 14º     | 10    |
| 7º   | 12  | Javier Forés       | HP Racing                    | Honda CBR600RR  | 22   | +1'37.576 | 18º     | 9     |
| 8º   | 4   | Lorenzo Alfonsi    | Althea Honda                 | Honda CBR600RR  | 22   | +1'52.106 | 21º     | 8     |
| 9º   | 169 | Julien Enjolras    | Tati Team Beaujolais Racing  | Yamaha YZF-R6   | 22   | +1'53.184 | 31º     | 7     |
| 10º  | 77  | Barry Veneman      | Pioneer Hoegee Suzuki Racing | Suzuki GSX-R600 | 21   | +1 giro   | 12º     | 6     |
| 11º  | 17  | Miguel Praia       | Racing Team Parkalgar        | Honda CBR600RR  | 21   | +1 giro   | 27º     | 5     |
| 12º  | 194 | Sébastien Gimbert  | Yamaha - GMT 94              | Yamaha YZF-R6   | 21   | +1 giro   | 22º     | 4     |
| 13º  | 46  | Jesco Günther      | CRS Grand Prix               | Honda CBR600RR  | 21   | +1 giro   | 29º     | 3     |
| 14º  | 38  | Grégory Leblanc    | Vazy Racing                  | Honda CBR600RR  | 21   | +1 giro   | 28º     | 2     |
| 15º  | 26  | Joan Lascorz       | Glaner Motocard.com          | Honda CBR600RR  | 21   | +1 giro   | 24º     | 1     |
| 16º  | 60  | Vladimir Ivanov    | Vector Racing                | Yamaha YZF-R6   | 21   | +1 giro   | 25º     |       |
| 17º  | 44  | David Salom        | Yamaha Spain                 | Yamaha YZF-R6   | 20   | +2 giri   | 19º     |       |
| 18º  | 39  | David Forner       | Yamaha Spain                 | Yamaha YZF-R6   | 20   | +2 giri   | 30º     |       |
| 19º  | 73  | Yves Polzer        | LBR Racing                   | Ducati 749R     | 20   | +2 giri   | 32º     |       |

#### Ritirati
| Nº  | Pilota                | Squadra                      | Motocicletta    | Giri | Griglia |
| --- | --------------------- | ---------------------------- | --------------- | ---- | ------- |
| 55  | Massimo Roccoli       | Yamaha Lorenzini by Leoni    | Yamaha YZF-R6   | 21   | 4º      |
| 88  | Gergo Talmacsi        | Vector Racing                | Yamaha YZF-R6   | 18   | 34º     |
| 23  | Broc Parkes           | Yamaha World SSP Racing      | Yamaha YZF-R6   | 13   | 3º      |
| 31  | Vesa Kallio           | Pioneer Hoegee Suzuki Racing | Suzuki GSX-R600 | 12   | 23º     |
| 7   | Pere Riba             | Gil Motor Sport              | Kawasaki ZX-6R  | 9    | 10º     |
| 34  | Davide Giugliano      | Lightspeed Kawasaki Supp.    | Kawasaki ZX-6R  | 9    | 15º     |
| 16  | Sébastien Charpentier | Hannspree Ten Kate Honda     | Honda CBR600RR  | 8    | 1º      |
| 18  | Craig Jones           | Revè Ekerold Honda Racing    | Honda CBR600RR  | 7    | 13º     |
| 94  | David Checa           | Yamaha - GMT 94              | Yamaha YZF-R6   | 6    | 11º     |
| 35  | Gilles Boccolini      | PMS Kawasaki Supported       | Kawasaki ZX-6R  | 2    | 26º     |
| 116 | Simone Sanna          | Racing Team Parkalgar        | Honda CBR600RR  | 2    | 17º     |
| 32  | Yoann Tiberio         | Stiggy Motorsport Honda      | Honda CBR600RR  | 1    | 6º      |
| 54  | Kenan Sofuoğlu        | Hannspree Ten Kate Honda     | Honda CBR600RR  | 0    | 2º      |

### Superstock 1000

#### Arrivati al traguardo
| Pos. | Nº  | Pilota             | Squadra                     | Motocicletta        | Giri | Tempo     | Griglia | Punti |
| ---- | --- | ------------------ | --------------------------- | ------------------- | ---- | --------- | ------- | ----- |
| 1º   | 155 | Brendan Roberts    | Ducati Xerox Junior         | Ducati 1098S        | 10   | 17'54.454 | 12º     | 25    |
| 2º   | 3   | Mark Aitchison     | Celani Team Suzuki Italia   | Suzuki GSX-R1000 K6 | 10   | +3.270    | 6º      | 20    |
| 3º   | 96  | Matěj Smrž         | MS Racing                   | Honda CBR1000RR     | 10   | +9.170    | 10º     | 16    |
| 4º   | 19  | Xavier Siméon      | Alstare Suzuki Corona Extra | Suzuki GSX-R1000 K6 | 10   | +14.674   | 14º     | 13    |
| 5º   | 51  | Michele Pirro      | Yamaha Team Italia          | Yamaha YZF-R1       | 10   | +20.559   | 1º      | 11    |
| 6º   | 15  | Matteo Baiocco     | Umbria Bike                 | Yamaha YZF-R1       | 10   | +26.737   | 7º      | 10    |
| 7º   | 23  | Cedric Tangre      | DBR Racing                  | Yamaha YZF-R1       | 10   | +27.183   | 17º     | 9     |
| 8º   | 4   | Loic Napoleone     | EVR Corse                   | MV Agusta F4 312 R  | 10   | +27.437   | 15º     | 8     |
| 9º   | 86  | Ayrton Badovini    | Biassono Racing             | MV Agusta F4 312 R  | 10   | +32.785   | 4º      | 7     |
| 10º  | 71  | Claudio Corti      | Yamaha Team Italia          | Yamaha YZF-R1       | 10   | +34.403   | 3º      | 6     |
| 11º  | 14  | Lorenzo Baroni     | Team Sterilgarda            | Ducati 1098S        | 10   | +37.299   | 8º      | 5     |
| 12º  | 57  | Ilario Dionisi     | Cruciani Moto Suzuki Italia | Suzuki GSX-R1000 K7 | 10   | +37.586   | 5º      | 4     |
| 13º  | 59  | Niccolò Canepa     | Ducati Xerox Junior         | Ducati 1098S        | 10   | +40.906   | 2º      | 3     |
| 14º  | 24  | Marko Jerman       | DBR Racing                  | Yamaha YZF-R1       | 10   | +46.422   | 21º     | 2     |
| 15º  | 25  | Dario Giuseppetti  | MGM Racing Performance      | Yamaha YZF-R1       | 10   | +58.452   | 25º     | 1     |
| 16º  | 11  | Denis Sacchetti    | UnionBike Gimotorsport      | MV Agusta F4 312 R  | 10   | +1'05.326 | 18º     |       |
| 17º  | 88  | Timo Gieseler      | MGM Racing Performance      | Yamaha YZF-R1       | 10   | +1'13.146 | 27º     |       |
| 18º  | 49  | Arne Tode          | Racing Dirk Van Mol         | Honda CBR1000RR     | 10   | +1'16.706 | 13º     |       |
| 19º  | 33  | Marko Rohtlaan     | Azione Corse                | Honda CBR1000RR     | 10   | +1'20.135 | 16º     |       |
| 20º  | 29  | Niccolò Rosso      | Team Sterilgarda            | Ducati 1098S        | 10   | +1'20.452 | 33º     |       |
| 21º  | 16  | Raymond Schouten   | Vd Heyden Motors Yamaha     | Yamaha YZF-R1       | 10   | +1'22.769 | 31º     |       |
| 22º  | 34  | Balázs Németh      | Full-Gas Racing             | Suzuki GSX-R1000 K6 | 10   | +1'23.441 | 32º     |       |
| 23º  | 10  | Franck Millet      | Biassono Racing             | MV Agusta F4 312 R  | 10   | +1'24.258 | 22º     |       |
| 24º  | 18  | Matt Bond          | Mist Suzuki                 | Suzuki GSX-R1000 K6 | 10   | +1'24.553 | 36º     |       |
| 25º  | 99  | Danilo Dell'Omo    | UnionBike Gimotorsport      | MV Agusta F4 312 R  | 10   | +1'25.733 | 11º     |       |
| 26º  | 77  | Barry Burrell      | MS Racing                   | Honda CBR1000RR     | 10   | +1'28.500 | 24º     |       |
| 27º  | 134 | Greg Gildenhuys    | 3Man Racing                 | Yamaha YZF-R1       | 10   | +1'28.919 | 26º     |       |
| 28º  | 21  | Wim van den Broeck | Zone Rouge                  | Yamaha YZF-R1       | 10   | +1'29.654 | 34º     |       |
| 29º  | 42  | Leonardo Biliotti  | Revolution - UnionBike      | MV Agusta F4 312 R  | 10   | +1'35.832 | 29º     |       |
| 30º  | 56  | Daniel Sutter      | Peko Racing                 | Yamaha YZF-R1       | 10   | +1'36.631 | 23º     |       |
| 31º  | 92  | Ronald ter Braake  | EAB Ten Kate Honda          | Honda CBR1000RR     | 10   | +1'46.301 | 28º     |       |
| 32º  | 58  | Robert Gianfardoni | RG Team                     | Yamaha YZF-R1       | 9    | +1 giro   | 38º     |       |
| 33º  | 75  | Luka Nedog         | Ducati SC Caracchi          | Ducati 1098S        | 9    | +1 giro   | 30º     |       |
| 34º  | 13  | Viktor Kispataki   | Full-Gas Racing             | Suzuki GSX-R1000 K6 | 9    | +1 giro   | 35º     |       |
| 35º  | 37  | Raffaele Filice    | Celani Team Suzuki Italia   | Suzuki GSX-R1000 K6 | 9    | +1 giro   | 37º     |       |

#### Ritirati
| Nº | Pilota            | Squadra                 | Motocicletta  | Giri | Griglia |
| -- | ----------------- | ----------------------- | ------------- | ---- | ------- |
| 55 | Olivier Depoorter | Zone Rouge              | Yamaha YZF-R1 | 1    | 20º     |
| 44 | René Mähr         | Vd Heyden Motors Yamaha | Yamaha YZF-R1 | 0    | 19º     |